# The Bride Screamed Murder
The Bride Screamed Murder – dwudziesty album studyjny zespołu Melvins wydany w 2010 roku przez wytwórnię Ipecac Recordings.

## Lista utworów
1. "The Water Glass" 4:16
2. "Evil New War God" 4:48
3. "Pig House" 5:29
4. "I'll Finish You Off" 4:57
5. "Electric Flower" 3:27
6. "Hospital Up" 5:38
7. "Inhumanity and Death" 3:03
8. "My Generation" 7:39
9. "Pg X 3" 6:19

## Twórcy
- Dale Crover - perkusja, wokal
- Buzz Osborne - wokal, gitara
- Jared Warren - gitara basowa, wokal
- Coady Willis - perkusja, wokal